# حوزه انتخابیه رشت و خمام
حوزهٔ انتخابیه رشت و خمام یکی از حوزه از حوزه‌های استان گیلان برای انتخابات مجلس شورای اسلامی است. این حوزه به مرکزیت رشت، ۳ نماینده دارد.

## فهرست نمایندگان

### دورۀ اول
- حسن لاهوتی اشکوری
- رضا رمضانی خورشیددوست
- محمد خزاعی‌
- سید داود مصطفوی سیاهمزگی(پس از درگذشت حسن لاهوتی، در انتخابات زود هنگام جایگزین او شد)

### دورۀ دوم
- سیدابوطالب حجازی کمساری
- محمد خزاعی‌
- سیدداود مصطفوی سیاهمزگی

### دورۀ سوم
- محمدباقر نوبخت
- الیاس حضرتی
- علیرضا خاک

### دورۀ چهارم
- احمد نصرتی‌راد
- محمدباقر نوبخت
- الیاس حضرتی

### دورۀ پنجم
- محمدباقر نوبخت
- احمد رمضان‌پور نرگسی
- الیاس حضرتی

### دورۀ ششم
- محمدباقر نوبخت
- احمد رمضان‌پور نرگسی
- محمد مؤدب‌پور

### دورۀ هفتم
- رمضانعلی صادق‌زاده
- هاجر تحریری نیک‌صفت
- مجتبی مؤدب‌پور

### دورۀ هشتم
- جبار کوچکی‌نژاد
- سید علی آقازاده دافساری
- حسن تأمینی

### دورۀ نهم
- حسن تأمینی
- غلامعلی جعفرزاده ایمن آبادی
- جبار کوچکی‌نژاد

### دورۀ دهم
- جبار کوچکی‌نژاد
- غلامعلی جعفرزاده ایمن‌آبادی
- محمدصادق حسنی جوریابی

### دورۀ یازدهم
- سید علی آقازاده دافساری
- جبار کوچکی‌نژاد
- محمدرضا احمدی سنگری

### دوره دوازدهم
- جبار کوچکی‌نژاد
- مهدی فلاح
- محمدرضا احمدی سنگری

## پی‌نوشت و منبع
1. ↑  «ائتلاف بزرگ اصولگرایان استان گیلان گزینه مورد حمایتش در حوزه انتخابیه آستارا را معرفی کرد». ۸دی نیوز. ۵ اسفند ۱۳۹۴. دریافت‌شده در ۲۰ مرداد ۱۳۹۵.

- «نمایندگان». مرکز پژوهشها. ۲۰۱۵-۰۱-۱۸. بایگانی‌شده از اصلی در ۷ مارس ۲۰۱۶. دریافت‌شده در ۲۰۱۵-۰۱-۱۸.
- «جدول حوزه‌های انتخابیه در انتخابات دهمین دورهٔ مجلس شورای اسلامی» (PDF). مرکز پژوهش و سنجش افکار صدا و سیما. بایگانی‌شده از اصلی (PDF) در ۵ اكتبر ۲۰۱۸. دریافت‌شده در ۳ اوت ۲۰۱۶. تاریخ وارد شده در |archive-date= را بررسی کنید (کمک)